# Cunila
Cunila es un género  de plantas con flores perteneciente a la familia Lamiaceae. Es originario de América desde Estados Unidos hasta Argentina. Comprende 42 especies descritas y de estas, solo 18 aceptadas.

## Descripción
Son hierbas perennes, arbustos o sufrútices, erectos, escandentes o subescandentes; ramas tenuemente pubescentes a pubescentes, inconspicuas, la corteza persistente a exfoliante. Hojas opuestas, a veces fasciculadas (algunas especies sudamericanas), simples, sésiles a subsésiles, la lámina ovada, ovado-lanceolada, deltoide-ovada, los márgenes subenteros, crenados, serrados o incisos, a veces revolutos, tenuemente pubescentes a pubescentes en ambas superficies, glándulas conspicuas; pubescencia de tricomas simples unicelulares, multicelulares o estrellados. Inflorescencias terminales o axilares, en cimas dicasiales, pedunculadas, sésiles o subsésiles, paniculiformes, racemiformes, espiciformes o capituliformes, secundas o no secundas, hasta 15 entrenudos, el ángulo de bifurcación de 0-50°, 3-65 flores por cima. Flores bisexuales, ligeramente zigomorfas, subsésiles a pediceladas, erectas, a veces péndulas; brácteas persistentes, lineares, verdes, a veces púrpura. Cáliz con 5 dientes, tubular, recto, verde, las nervaduras 10-14, las glándulas muy esparcidas, casi hialinas, nunca sobre las nervaduras, glabro o peloso con tricomas simples sobre las nervaduras o tricomas estrellados; hirsuto en la garganta, los tricomas simples incluidos o exertos, insertados en línea recta en la base de los dientes o siguiendo la forma de los mismos; dientes verdes o con tintes púrpura rojizo, isomorfos (Mesoamérica) o heteromorfos, deltoides, lanceolados, o subulados, acuminados o agudos generalmente erectos o a veces reflexos, ciliados o no ciliados. Corola 2-sublabiada, color lavanda, blanca o blanca con manchas púrpuras, exerta del cáliz, pelosa con tricomas simples multiseriados, y con glándulas; tricomas simples o glandulares en la zona de inserción de los estambres, a veces casi formando un anillo; lobos 5, los 3 inferiores erectos o reflexos y el central 3-lobado, los 2 superiores erectos, emarginados, aplanados o cóncavos. Estambres 2 (par inferior) distantes, erectos, exertos o incluidos y 2 (par superior) estambres reducidos a estaminodios; filamentos insertados en el 1/3 medio de la corola, rectos y glabros; anteras 2-loculares, elípticas, paralelas a divaricadas y con dehiscencia longitudinal, blancas o púrpura. Ovario 4-lobado; óvulos 4; estilo caduco, glabro; lobos estigmáticos desiguales. Frutos en 4 nuececillas, ovoide-triangulares, o globosas redondeadas, el ápice acuminado, agudo o redondeado, pardos o pardo amarillentos, generalmente rugulados, reticulados, areolados o casi lisos, glabros; cicatriz basal o subbasal.

## Taxonomía
El género fue descrito por D.Royen ex L. y publicado en Systema Naturae, Editio Decima 2: 1359. 1759 La especie tipo es: Cunila mariana

## Especies aceptadas
A continuación se brinda un listado de las especies del género Cunila aceptadas hasta septiembre de 2014, ordenadas alfabéticamente. Para cada una se indica el nombre binomial seguido del autor, abreviado según las convenciones y usos.	
- Cunila angustifolia Benth.
- Cunila crenata
- Cunila fasciculata Benth.
- Cunila galioides Benth.
- Cunila incana Benth.
- Cunila incisa Benth.
- Cunila leucantha
- Cunila lythrifolia Benth.
- Cunila menthiformis
- Cunila menthoides Benth.
- Cunila microcephala  Benth.
- Cunila origanoides
- Cunila platyphylla
- Cunila polyantha
- Cunila pycnantha
- Cunila ramamoorthiana
- Cunila spicata
- Cunila tenuifolia